# Климова, Александра Павловна
Александра Павловна Климова (26 апреля 1926, Зальково, Тверская губерния — 4 августа 1993, Пермь) — советский передовик производства, мастер производственного обучения. Герой Социалистического Труда (1971).

## Биография
Родилась 26 апреля 1926 году в деревне Зальково (ныне — урочище в Ржевском округе Тверской области).
Окончила семь классов деревенской школы. В 1942 году после освобождения от немецких оккупантов, А. П. Климова была направлена по трудовой мобилизации на Урал, в город Молотов — училась в ремесленном училище и одновременно работала фрезеровщиком на Мотовилихинском заводе, работала наравне со взрослыми по 8—12 часов, изготовляя продукцию для фронта. В 1943 году осталась сиротой.
В 1944 году после окончания ремесленного училища с отличием по специальности «фрезеровщик» и с квалификацией пятого разряда, была оставлена в училище мастером производственного обучения. В 1959 году без отрыва от производства А. П. Климова окончила заочно Пермский механический техникум имени Н. Г. Стоянова, получила диплом техника-технолога по холодной обработке металлов. 30 сентября 1965 года Указом Президиума Верховного Совета СССР «за отличие в труде» А. П. Климова была награждена Орденом Трудового Красного Знамени.
21 июля 1971 года Указом Президиума Верховного Совета СССР «за большие успехи, достигнутые в выполнении заданий пятилетнего плана по подготовке квалифицированных рабочих для народного хозяйства», Александра Павловна Климова была удостоена звания Героя Социалистического Труда с вручением Ордена Ленина и золотой медали «Серп и Молот».
С 1944 по 1980 годы за время работы мастером производственного обучения А. П. Климова подготовила более четырёхсот фрезеровщиков. С 1980 года вышла на заслуженный отдых — пенсионер союзного значения.
Жила в городе Перми, где и скончалась 8 августа 1993 года.

## Награды
- Медаль «Серп и Молот» (21.07.1971)
- Орден Ленина (21.07.1971)
- Орден Трудового Красного Знамени (30.09.1965)
- Медаль «За доблестный труд в Великой Отечественной войне 1941—1945 гг.»

### Звания
- Заслуженный мастер профессионально-технического образования РСФСР